# Вангю Топузов
Вангю (Вангьо, Вануш) Топузов (Топуз) с псевдоним Пуцако е български крушевски революционер, деец на Вътрешната македоно-одринска революционна организация.

## Биография
Топузов е роден в Крушево. Привлечен е към ВМОРО и към 1901 година е член на терористичната група на Крушевския революционен комитет. В 1903 година Топузов е четник при Ангел Докурчев и с четата му взима участие в Илинденско-Преображенското въстание, като Топузов дава първия изстрел на въстанието в Крушево.